# Academic Free License
Academic Free License（アカデミック・フリー・ライセンス、AFL）は、2002年に当時Open Source Initiative (OSI) の法務顧問であったローレンス・E・ローゼン（Lawrence E. Rosen）によって著された許容的フリーソフトウェアライセンス (permissive free software license) である。
このライセンスでは、BSDライセンス、MITライセンス、イリノイ大学/NCSAオープンソースライセンス、Apacheライセンスと同様の権利が保障される。すなわちこのライセンスで許諾された著作物を独占的なライセンスで許諾されるプロプライエタリソフトウェアに転化させることができるのだが、AFLではそれらのライセンスの諸問題点を解決することが目標とされている。
AFLで目指されているのは以下の事柄である。
- ソフトウェアの著作権について表記し、どのソフトウェアがライセンスを受けているか明確にすること。
- そのソフトウェアに係る全ての著作権を含むこと。
- そのソフトウェアに対する完全な特許を含むこと。
- ソフトウェアのライセンサーの商標に関する権利を一切認めないこと。
- ライセンサーはこのライセンスの下において著作権を有するか、ソフトウェアを配布することを保障すること。
- AFL自体には著作権があるが、本文に修整等の変更を加えない限り誰にでもコピーし配布する権利を与えること。

AFLバージョン1.2と2.1はGNU GPLと互換性はない。フリーソフトウェア財団はバージョン3.0にはコメントしていないが、エリック・レイモンドによるとGPL互換である。しかし、2006年中頃にOSIのライセンス拡散委員会によると、AFLは「他の有名なライセンス (とりわけApache License) をくどくしたものである」とされた。